# NGC 2825
NGC 2825 je galaksija u zviježđu Risu.

## Vanjske poveznice
- SEDS: NGC 2825